# Daruvedia
Daruvedia is een monotypisch geslacht van schimmels uit de familie Pyrenulaceae. Het bevat alleen Daruvedia bacillata.